# Antoine Dénériaz
Antoine Dénériaz (* 6. März 1976 in Bonneville) ist ein ehemaliger französischer Skirennläufer.

## Biografie
Bei den Olympischen Winterspielen 2006 gewann Dénériaz  mit der hohen Startnummer 30 in Turin die Goldmedaille in der Abfahrt vor den Favoriten Michael Walchhofer und Bruno Kernen.
Sein Debüt im Skiweltcup gab er am 15. Dezember 1996 in Val-d’Isère mit dem 34. Platz. Im Laufe seiner Karriere feierte er drei Weltcupsiege im Abfahrtslauf. Der 1,89 m große und 100 kg schwere Skirennläufer hatte eine Reihe von Verletzungen (darunter einen Kreuzbandriss im Januar 2005) zu verkraften. Er galt im Weltcupzirkus allgemein als „Wundergleiter“. Die olympische Abfahrt gewann Dénériaz mit einem gerissenen Innenband. Seit einem schweren Sturz beim Weltcup-Finale in Åre im März 2006 hatte Dénériaz immer wieder mit seiner Form zu kämpfen. Am 5. Dezember 2007 gab der dreifache französische Meister seinen Rücktritt vom aktiven Sport bekannt.
Dénériaz ist mit der ehemaligen österreichisch-neuseeländischen Skirennläuferin Claudia Riegler verheiratet, das Paar hat zwei Söhne. Dénériaz ist mitbeteiligt am Skihersteller zai AG.

## Erfolge

### Olympische Spiele
- Salt Lake City 2002: 12. Abfahrt, 21. Kombination
- Turin 2006: 1. Abfahrt, 11. Super-G

### Weltmeisterschaften
- Vail/Beaver Creek 1999: 21. Abfahrt
- St. Moritz 2003: 8. Abfahrt
- Åre 2007: 29. Super-G, 33. Abfahrt

### Weltcupwertungen
| Saison  | Gesamt | Gesamt | Abfahrt | Abfahrt | Super-G | Super-G | Kombination | Kombination |
| Saison  | Platz  | Punkte | Platz   | Punkte  | Platz   | Punkte  | Platz       | Punkte      |
| ------- | ------ | ------ | ------- | ------- | ------- | ------- | ----------- | ----------- |
| 1998/99 | 45.    | 157    | 21.     | 114     | 36.     | 14      | 14.         | 29          |
| 1999/00 | 71.    | 79     | 34.     | 35      | –       | –       | 10.         | 44          |
| 2000/01 | 109.   | 22     | 47.     | 22      | –       | –       | –           | –           |
| 2001/02 | 41.    | 186    | 18.     | 157     | –       | –       | 14.         | 29          |
| 2002/03 | 25.    | 344    | 6.      | 337     | 51.     | 7       | –           | –           |
| 2003/04 | 20.    | 370    | 7.      | 367     | 47.     | 3       | –           | –           |
| 2004/05 | 40.    | 202    | 17.     | 168     | 33.     | 34      | –           | –           |
| 2005/06 | 45.    | 168    | 20.     | 124     | 28.     | 44      | –           | –           |
| 2006/07 | 71.    | 94     | 55.     | 9       | 16.     | 85      | –           | –           |

### Weltcupsiege
| Datum             | Ort       | Land     | Disziplin |
| ----------------- | --------- | -------- | --------- |
| 21. Dezember 2002 | Gröden    | Italien  | Abfahrt   |
| 12. März 2003     | Kvitfjell | Norwegen | Abfahrt   |
| 20. Dezember 2003 | Gröden    | Italien  | Abfahrt   |

### Französische Meisterschaften
- Französischer Meister in der Abfahrt 2003 und 2004 und im Super-G 2004